# Мартиненко Світлана Володимирівна
Світлана Володимирівна Мартиненко (рос. Светлана Владимировна Мартыненко; нар. 5 травня 1977) — російська борчиня вільного стилю, бронзова призерка чемпіонату світу, переможниця, бронзова та дворазова срібна призерка чемпіонатів Європи, бронзова та дворазова срібна призерка Кубків світу. Заслужений майстер спорту з вільної боротьби.

## Біографія
Боротьбою почала займатися з 1998 року. Виступала за борцівський клуб ДЮСШОР-95, Москва. Тренувалася у заслуженого тренера СРСР Томаса Барби, заслуженого майстра спорту Анатолія Прокопчука і заслуженого тренера Росії Геннадія Марковського. 
У збірній команді Росії з 2000 до 2005 року. 
Після завершення активних виступів на борцівському килимі перейшла на тренерську роботу. Тренер кадетської жіночої збірної Росії з вільної боротьби.

## Спортивні результати на міжнародних змаганнях

### Виступи на Чемпіонатах світу
| Змагання                        | Збірна | Вагова категорія          | Місце  |
| ------------------------------- | ------ | ------------------------- | ------ |
| Чемпіонат світу з боротьби 2002 | Росія  | жіноча боротьба, до 72 кг | 13     |
| Чемпіонат світу з боротьби 2003 | Росія  | жіноча боротьба, до 67 кг | Бронза |

### Виступи на Чемпіонатах Європи
| Змагання                         | Збірна | Вагова категорія          | Місце  |
| -------------------------------- | ------ | ------------------------- | ------ |
| Чемпіонат Європи з боротьби 2000 | Росія  | жіноча боротьба, до 75 кг | 6      |
| Чемпіонат Європи з боротьби 2001 | Росія  | жіноча боротьба, до 75 кг | Срібло |
| Чемпіонат Європи з боротьби 2002 | Росія  | жіноча боротьба, до 72 кг | Золото |
| Чемпіонат Європи з боротьби 2004 | Росія  | жіноча боротьба, до 67 кг | Бронза |
| Чемпіонат Європи з боротьби 2005 | Росія  | жіноча боротьба, до 72 кг | Срібло |

### Виступи на Кубках світу
| Змагання                    | Збірна | Вагова категорія          | Місце  |
| --------------------------- | ------ | ------------------------- | ------ |
| Кубок світу з боротьби 2001 | Росія  | жіноча боротьба, до 75 кг | Срібло |
| Кубок світу з боротьби 2002 | Росія  | жіноча боротьба, до 72 кг | Бронза |
| Кубок світу з боротьби 2003 | Росія  | жіноча боротьба, до 67 кг | Срібло |

### Виступи на інших змаганнях
| Змагання                           | Збірна | Вагова категорія          | Місце  |
| ---------------------------------- | ------ | ------------------------- | ------ |
| Гран-прі Німеччини з боротьби 2002 | Росія  | жіноча боротьба, до 72 кг | Золото |
| Klippan Lady Open 2003             | Росія  | жіноча боротьба, до 72 кг | 4      |
| Тестовий турнір FILA 2004          | Росія  | жіноча боротьба, до 72 кг | 4      |